# Temazepam

Strukturformel för temazepam.

Temazepam, summaformel C16H13ClN2O2, är ett ångestdämpande och lugnande preparat som tillhör gruppen bensodiazepiner.
Substansen är narkotikaklassad och ingår i förteckning P II i 1971 års psykotropkonvention, samt i förteckning IV i Sverige.